# Tour de Cuba
Le Tour de Cuba est une course cycliste à étapes disputée à Cuba. Créé en 1964, c'est une course qui fait partie de l'UCI America Tour depuis 2005, en catégorie 2.2.

## Histoire de la "Vuelta a Cuba""

### La création en 1964
Santiago de Cuba, 11 février 1964 : le Président de la Fédération cubaine de cyclisme, Reinaldo Paseiro, donne le départ d'un périple routier de 1 180 kilomètres à un peloton de 72 coureurs cyclistes. Le premier Tour de Cuba est lancé. La course est nationale, comme pour les deux éditions suivantes. Dans un pays sans tradition cycliste, mobilisé depuis 1959 dans la construction d'un régime nouveau, Reinaldo Paseiro, comme tout fondateur, porte à « bout de bras » ce projet : organiser une Vuelta a Cuba. L'homme est un ancien champion cycliste de la piste, médaillé d'or du kilomètre aux Jeux d'Amérique centrale et des Caraïbes de 1946 et 1950. Le succès populaire de cette édition fondatrice et des suivantes permet, en 1967 de passer au niveau international, comme en témoigne le palmarès.

### La Course internationale depuis 1967
En février 1967, deux fédérations cyclistes envoient une équipe nationale sur le quatrième Tour de Cuba : celle de Pologne et celle du Mexique dont la présence est assurée presque annuellement jusqu'à l'édition de 1974, où les rejoignent l'Argentine, et la Tchécoslovaquie. Tous ces pays ne viennent pas pour faire de la figuration, mais pour la préparation de leurs coureurs à la saison cycliste à venir. Leur exemple est suivi en 1976 par l'Union soviétique qui, ainsi que la Pologne et la RDA envoient sur l'île caraïbe, parfois deux équipes jusqu'en 1990. Durablement d'autres pays provenant du Continent américain sont au rendez-vous cubain : la Colombie, présente dès 1976, le Panama, le Venezuela à partir de 1977, le Costa Rica (1979), le Nicaragua (1983), l'Espagne, etc. Après une absence d'organisation de 1991 à 2000, le Tour de Cuba a repris place parmi les courses à étapes, avec la participation depuis 2002 de nombreuses équipes nationales (Italie, États-Unis) et d'équipes professionnelles, à partir de 2005. L'édition 2011 est annulée.

### Quelques points marquants
Entre 1964 et 1990, la course n'est pas organisée en 1970, 1975 et 1982. Plus durablement l'organisation de cette course subit une longue interruption entre 1991 et 1999.
Sur 35 éditions disputées à ce jour, les victoires de coureurs cubains sont au nombre de 28, celles de coureurs étrangers sont au nombre de 7, dont en 1978 celle de Sergueï Soukhoroutchenkov qui remporte ici sa première grande victoire internationale. Mais les coureurs cubains sont peu à avoir remporté le Tour de leur île : 11 coureurs cubains se partagent les 28 victoires du fait de coureurs multivictorieux :
- 6 victoires pour Eduardo Alonso : en 1984, puis de 1986 à 1990.
- 5 victoires pour Pedro Pablo Pérez : 2000, 2001, 2004, 2006, 2008.
- 4 victoires pour Sergio "Pipian" Martinez : 1964, 1966, 1968 et 1969.
- 3 victoires pour Aldo Arencibia, en 1972, 1976, et 1980 et pour Carlos Cardet, en 1975, 1977, et 1979.
- 2 victoires pour Arnold Alcolea, en 2009 et 2010.

## Le palmarès du Tour de Cuba
| Édition | Année | Kilomètres | Étapes  | Vainqueur                 | âge du vainqueur | Deuxième                 | Troisième                |
| 1re     | 1964  | 1181       | 12      | Sergio "Pipian" Martinez  | 21 ans           | Léon Antonio Herr        | Alberto Padilla          |
| 2e      | 1965  | 1641       | 14      | Rodolfo Noriega           | 21 ans           | Sergio "Pipian" Martinez | Léon Antonio Herr        |
| 3e      | 1966  | 1855       | 14`     | Sergio "Pipian" Martinez  | 23 ans           | Léon Antonio Herr        | Orlando Páez             |
| 4e      | 1967  | 2073       | 15      | Henryk Kowalski           | 34 ans           | Alejandro Oroppesa       | Sergio "Pipian" Martinez |
| 5e      | 1968  | 2167       | 15      | Sergio "Pipian" Martinez  | 25 ans           | Agustin Alcántara        | Raúl Vásquez             |
| 6e      | 1969  | 1456       | 11      | Sergio "Pipian" Martinez  | 26 ans           | Radamés Treviño          | Roberto Menéndez         |
| 7e      | 1971  | 1849       | 15      | Raúl Vásquez              | 23 ans           | Aldo Arencibia           | Cecilio López            |
| 8e      | 1972  | 1754       | 12      | Aldo Arencibia            | 25 ans           | Raúl Vásquez             | Sergio "Pipian" Martinez |
| 9e      | 1973  | 1566       | 12      | Leonardo Hernández        |                  | Mario Pujol              | Aldo Arencibia           |
| 10e     | 1974  | 1367       | 11      | Carlos Cardet             | 23 ans           | Rodolfo Vitela           | Aldo Arencibia           |
| 11e     | 1976  | 1446       | pr + 12 | Aldo Arencibia            | 29 ans           | Abelardo Ríos            | Rodrigo Vanegas          |
| 12e     | 1977  | 1816       | pr + 12 | Carlos Cardet             | 26 ans           | Alexandre Averine        | Aldo Arencibia           |
| 13e     | 1978  | 1643       | pr + 12 | Sergueï Soukhoroutchenkov | 23 ans           | Aldo Arencibia           | Carlos Cardet            |
| 14e     | 1979  | 1554       | pr + 12 | Carlos Cardet             | 28 ans           | Jorge A. Pérez           | Luis Sánchez             |
| 15e     | 1980  | 1774       | 11      | Aldo Arencibia            | 33 ans           | Jorge A. Pérez           | Sergei Morozov           |
| 16e     | 1981  | 1867       | pr + 12 | Jorge A. Pérez            | 30 ans           | Cristóbal Pérez          | Eduardo Alonso           |
| 17e     | 1983  | 1777       | pr + 11 | Olaf Jentzsch             | 25 ans           | Hardi Groeger            | Eduardo Alonso           |
| 18e     | 1984  | 1754       | pr + 12 | Eduardo Alonso            | 22 ans           | Viktor Demidenko         | Lutz Lötzch              |
| 19e     | 1985  | 1862       | pr + 12 | Alexandre Zinoviev        | 24 ans           | Eduardo Alonso           | Hardi Groeger            |
| 20e     | 1986  | 1919       | pr + 12 | Eduardo Alonso            | 24 ans           | Dan Radtke               | Oleg Iarochenko          |
| 21e     | 1987  | 1751       | 11      | Eduardo Alonso            | 25 ans           | Roberto Rodriguez        | Ivan Ivanov              |
| 22e     | 1988  | 1694       | p + 14  | Eduardo Alonso            | 26 ans           | Eduardo Cruz             | Olaf Jentzsch            |
| 23e     | 1989  | 1890       | p + 14  | Eduardo Alonso            | 27 ans           | Djamolidine Abdoujaparov | Stephan Gottsching       |
| 24e     | 1990  | 1772       | p + 14  | Eduardo Alonso            | 28 ans           | Heriberto Rodriguez      | Israel Torres            |
| 25e     | 2000  | 2052       | 13      | Pedro Pablo Pérez         | 23 ans           | Omar Pumar               | Albin Tabares            |
| 26e     | 2001  | 1996       | p + 13  | Pedro Pablo Pérez         | 24 ans           | Luis Amarán              | Rolando Basulto          |
| 27e     | 2002  | 1888       | 13      | Filippo Pozzato           | 21 ans           | Bernhard Eisel           | Pedro Pablo Pérez        |
| 28e     | 2003  | 1921       | 13      | Todd Herriot              | 34 ans           | Eliécer Valdės           | Maxim Gourov             |
| 29e     | 2004  | 2006       | 13      | Pedro Pablo Pérez         | 27 ans           | José Chacón              | Damian Martinez          |
| 30e     | 2005  | 1853       | 13      | Damian Martinez           | 26 ans           | Luis Amarán              | Cesar Salazar            |
| 31e     | 2006  | 1864       | 13      | Pedro Pablo Pérez         | 29 ans           | Matija Kvasina           | Franklin Chacon          |
| 32e     | 2007  | 1881       | 13      | Svein Tuft                | 30 ans           | Pedro Pablo Pérez        | Carlos José Ochoa        |
| 33e     | 2008  | 1880       | 13      | Pedro Pablo Pérez         | 31 ans           | Raul Granjel             | Yenier Lopez             |
| 34e     | 2009  | 1763       | 13      | Arnold Alcolea            | 27 ans           | François Parisien        | Manuel Medina            |
| 35e     | 2010  | 1784       | 13      | Arnold Alcolea            | 28 ans           | José Alarcon             | Yenier Lopez             |

## Autres classements
| Année | Classement par points    | Prix de la montagne       | Classement par équipes | nombre d'équipes | Coureurs au départ | Coureurs à l'arrivée |
| 1964  | non disputé              | non disputé               | Güines                 | 12               | 73                 | 69                   |
| 1965  | non disputé              | Juan Marrero              | Güines                 | 15               | 92                 | 83                   |
| 1966  | non disputé              | Manuel Sanchez            | Las Villas             | 14               | 83                 | 70                   |
| 1967  | Sergio "Pipian" Martinez | Zygfried Galeaczka        | Pologne                | 15               | 96                 | 70                   |
| 1968  | Orlando Páez             | Agustin Juárez            | Mexique                | 14               | 80                 | 64                   |
| 1969  | Radamés Treviño          | Sergio Martinez           | Cuba                   | 15               | 80                 | 71                   |
| 1971  | Raúl Vásquez             | Carlos Cardet             | Cuba                   | 17               | 102                | 80                   |
| 1972  | Aldo Arencibia           | Aldo Arencibia            | Cuba                   | 17               | 103                | 78                   |
| 1973  | Pedro Rodriguez          | Aldo Arencibia            | La Havane              | 17               | 102                | 92                   |
| 1974  | Alfredo Santanaa         | Antonio Madera            | Cuba                   | 18               | 103                | 88                   |
| 1976  | Vladimir Osokin          | Abelardo Ríos             | Cuba                   | 21               | 122                | 99                   |
| 1977  | Vladimir Osokin          | Carlos Cardet             | Cuba                   | 20               | 118                | 81                   |
| 1978  | Vladimir Osokin          | Aldo Arencibia            | Union soviétique       | 20               | 108                | 87                   |
| 1979  | Reynaldo Cabrera         | Sergueï Soukhoroutchenkov | Union soviétique       | 26               | 139                | 91                   |
| 1980  | Lázaro Santos            | Sergei Morozov            | Union soviétique       | 24               | 124                | 106                  |
| 1981  | Antonio Quintero         | Ramón León                | Cuba                   | 21               | 122                | 103                  |
| 1983  | Antonio Quintero         | Olaf Jentzsch             | Allemagne de l'Est     | 25               | 147                | 110                  |
| 1984  | Antonio Quintero         | Eduardo Alonso            | Cuba                   | 30               | 179                | 136                  |
| 1985  | Eduardo Cruz             | Youri Kachirine           | Union soviétique       | 27               | 162                | 124                  |
| 1986  | Ivan Romanov             | Ricardo Salazar           | Cuba                   | 33               | 187                | 147                  |
| 1987  | Antonio Quintero         | Ricardo Salazar           | Cuba                   | 30               | 176                | 140                  |
| 1988  | Antonio Quintero         | Olaf Jentzsch             | Cuba                   | 32               | 193                | 178                  |
| 1989  | Conrado Cabrera          | Vaclaw Toman              | Union soviétique       | 31               | 189                | 69                   |
| 1990  | Gil Cordovés             | Jesus Nunez               | Cuba                   | 26               | 148                | 127                  |
| 2000  | Carlos Manuel Hernández  | Carlos Maya               | Cuba                   | 14               | 88                 | 64                   |
| 2001  | Joel Mariño              | Rolando Basulto           | Cuba                   | 14               | 93                 | 61                   |
| 2002  | Joel Mariño              | Graziano Gasparre         | Équipe MAPEI           | 16               | 96                 | 76                   |
| 2003  | Joel Mariño              | Stefano Penetta           | Cuba                   | 14               | 92                 | 75                   |
| 2004  | Joel Mariño              | Arnold Alcolea            | Venezuela              | 19               | 115                | 78                   |
| 2005  | Joel Mariño              | César Salazar             | Cuba                   | 21               | 116                | 78                   |
| 2006  | Pedro Pablo Pérez        | Arnold Alcolea            | Venezuela              | 21               | 121                | 84                   |
| 2007  | Pedro Pablo Pérez        | Arnold Alcolea            | Cuba                   | 19               | 114                | 92                   |
| 2008  | Noslen Funes             | Gregorio Ladino           | Cuba                   | 16               | 96                 | 76                   |
| 2009  | Noslen Funes             | Manuel Medina             | Cuba                   | 19               | 114                | 100                  |
| 2010  | Wilmen Bravo             | José Alarcon              | Cuba                   | 22               | 133                | 105                  |